# Упир
Упир – един от най-древните духове в славянската митология.
Първоначално славяните вярвали в съществуването единствено на две(+/-) свръхестествени сили, които управлявали света:
благотворните(+) Берегини
злотворния(-) Упир.
Упирът бил символ на изначалното зло, по много неща напомнящ християнския Сатана. Той стоял в основата на всяка несполука и всяко нещастие, властвал над земята през тъмната част от годината – зимата и постоянно се борел с Берегините за надмощие.
На по-късен етап славянската религия се развила, появили се антропоморфни божества и Упирът загубил някогашната си водеща роля, но завинаги останал важна част от славянската митология. Превърнал се в безсмъртен зъл дух – кръвопиец, наричан вампир.
Съвременната дума „вампир“ произлиза от старославянската форма „онпыр“, с характерното за старобългарския добавяне на звук „в“ пред голяма носова гласна (он), както свидетелства и традиционната българска форма въпир.
(други наименования: онпыр, вопир, въпир, upir, upierz)
Вампир традиционно се извежда от „упир“, която за пръв път се открива в староруски ръкопис от 1047 г., от новгородски свещеник, с име Упир Лихий. Произходът на самата дума „упир“ е още по-неясен. Франц Миклошич предполага, че упир произлиза от uber, тюркска дума, означаваща „злодей“ докато Andre Waillant предполага точно обратното. /Б.а. тюркското uber е иранска заемка, от *var, *avar – разбойник. Karzimierz Moszynski предполага, че u-pir произлиза от сърбохърватската дума pirati – удрям, която си е българска заемка. Ал. Афанасиев се спира на славянското „пий“ – пия, която според автора, може да е навлязла в славянския език от гръцки посредством църковнославянския? В иранските езици pi – вода. A.Bruckner предлага руската дума „нетопир“. Думата вампир, в руски е *ọpirь, упырь, украински упир, беларуски вупар, полски upior, upierzica, чешки, словашки upir, в сръбски от в 15 – 16 в. упир, после вампир, старобългарски вапиръ, въпиръ, сега вампир. В тюркските езици, в татарски се среща ubыr, при западносибирските татари uvыr, гагаузки и карачаевобалкарски obur, в чувашки vupar – митчини нощни демони, при качинците (тюрки от Алтай) эбэртых, се нарича душата на човека, до 40-ия ден след смъртта, когато все още блуждае около родния дом и не е попаднала в царството на мъртвите. Например в представите на чувашите вупарът е нощен демон, който може да се превръща в старица. През нощта напада спящите хора, измъчва ги в съня им и може да причини смърт. Може да се превръща в котка или в кълбо вълна. Вупарът включително може да изяде Луната. Подобни представи имат и българите за върколака! В марийски vuver, uver, е пряка чувашка заемка и означава зъл дух, магьосница, вампир. В представите на славянските и изобщо на европейските народи, вампирът е зъл демон, произлизащ от умрял човек, който през нощта излиза от гроба и напада други хора, пие им кръвта, убива ги и те също се превръщат във вампири. Виждаме почти сходна трактовка и при чувашите. Така че ако приемем наложилото се становище, че думата вампир, разпространена в почти всички европейски езици, произлиза от Балканите, то произхода и е от старобългарския език. По пътя на староцърковнославянския език е проникнала и при другите славяни, а по-късно, с нашумелите легенди за Влад Дракула, през унгарски е достигнала до Западна Европа. Например в английски vampire, португалски vampiro, кимвърски fampir, литовски wempti, фински vampyyri, унгарски vámpír, турски vampir, които са също заемки. В гръцки, за вампир се среща също българската заемка βρνκόλακας – върколак. В авестийски се среща понятието vyāmbura – враждебна, опасна вода, водоем обитаван от зъл дух, което според Корш и Вайан, е най-вероятният и най-древен първоизточник на „вампир“. В санскрит се среща по-различната форма vetāla – вампир, в искашимски, вахански vaghd, сариколски vond – вампир, а в осетински, вампир е tugсыr, свързано с осетинското tug – кръв, пиещ (букв.църкащ) кръв. Формата упир която се среща при повечето славянски езици, с изкл. на български и беларуски показва тюркско влияние и е възможно паралелно навлизане от някои тюркски език: кумански, татарски. Старобългарското въпиръ, показва точна аналогия с чувашкото вупар. В иранските езици, откриваме по-далечното, но смислова връзка, в белуджи wap – сън. Прабългарската форма, посредством унгарски се разпространява в Западна Европа, затова и там се среща форма в начално „в“, а не с „у“, както е в повечето славянски езици. Трябва да посочим че при сарматските погребения, както при прабългарските, често явление е т.нар.обезвреждане на покойника. Осъществява се или чрез подбоя – ниша в дългата странична стена на гроба, където се полага тялото, след което отвора се зазижда с камъни, или с послесмъртно счупване на краката, вързване на краката на покойника. Това ясно показва че при прабългарите са съществували подобни представи за вампири и възможността на умрелия да носи беди и нещастия на живите.